# (73001) 2002 EP25
(73001) 2002 EP25 – planetoida z pasa głównego asteroid okrążająca Słońce w ciągu 3,62 lat w średniej odległości 2,36 j.a. Odkryta 10 marca 2002 roku.